# La necessità dell'ateismo
La necessità dell'ateismo (in inglese The Necessity of Atheism) è un pamphlet filosofico scritto dal poeta inglese Percy Bysshe Shelley.
Pubblicato in collaborazione con l'amico Thomas Jefferson Hogg nel 1811, fu influenzato dal pensiero di William Godwin padre di Mary e suo futuro suocero.
L'opera causò a Shelley e Hogg l'espulsione da Oxford.

## Sinossi
Shelley sostiene che le opinioni e la fede sono involontari e, quindi, gli atei non scelgono di essere tali e non dovrebbero essere perseguitati.
Verso la fine del pamphlet asserisce anche che «la mente non può credere nell'esistenza di Dio».
Benché Shelley creda di aver «rifiutato tutte le possibili argomentazioni sull'esistenza di Dio», incoraggia i suoi lettori a trovarne altre.
Nonostante lo stesso Shelley si firmi «per mancanza di prove, un ateo», l'opuscolo arriva a conclusioni più vicine all'agnosticismo che non all'ateismo; infatti, non viene negata l'esistenza di Dio ma si afferma che «non ci sono prove per dimostrarla».

## Edizione
- Percy Bysshe Shelley, La necessità dell'ateismo, a cura di Federica Turriziani Colonna, Roma, Nessun Dogma, 2012  [1811], ISBN 88-906527-2-1.